# Široký
Široký este o arie protejată (arie specială de conservare — SAC, sit de importanță comunitară — SCI) din Republica Cehă întinsă pe o suprafață de 0,65 ha, integral pe uscat.

## Localizare
Centrul sitului Široký este situat la coordonatele 49°03′57″N 16°14′07″E / 49.065833°N 16.235278°E.

## Înființare
Situl Široký a fost declarat sit de importanță comunitară în aprilie 2005 pentru a proteja 1 specie de plante. Situl a fost protejat și ca arie specială de conservare în martie 2014.

## Biodiversitate
Situată în ecoregiunea continentală, aria protejată nu include niciun habitat protejat.
La baza desemnării sitului se află o specie protejată de  plante: sisinei (Pulsatilla grandis).